# Szymon Szczawiński z Ozorkowa
Szymon (Szubski) Szczawiński z Ozorkowa herbu Prawdzic (ur. ok. 1515, zm. po 17 lutego 1589) – kasztelan inowłodzki w latach 1565–1589, sędzia ziemski łęczycki w latach 1559–1564, starosta gostyniński w 1577 roku, starosta wyszogrodzki, poborca w ziemi gostynińskiej w 1565 roku.
Poseł województwa łęczyckiego na sejm piotrkowski 1562/1563 roku, sejm 1565 roku, sejm koronacyjny 1576 roku.